# Alitagtag
Alitagtag è una municipalità di quinta classe delle Filippine, situata nella Provincia di Batangas, nella Regione del Calabarzon.
Alitagtag è formata da 19 baranggay:
- Balagbag
- Concepcion
- Concordia
- Dalipit East
- Dalipit West
- Dominador East
- Dominador West
- Munlawin Norte
- Munlawin Sur
- Muzon Primero
- Muzon Segundo
- Pinagkurusan
- Ping-As
- Poblacion East
- Poblacion West
- San Jose
- San Juan
- Santa Cruz
- Tadlac